# Polina
Polina este o comună slovacă, aflată în districtul Revúca din regiunea Banská Bystrica. Localitatea se află la altitudinea de 209 m deasupra n.m., se întinde pe o suprafață de 9,0926 km2 și în 2017 număra 111 locuitori. Se învecinează cu Skerešovo, Vyšné Valice, Rašice, Gemerská Ves și Levaré.

## Istoric
Localitatea Polina este atestată documentar din 1325.

## Demografie
| An:                | 1994 | 2004   | 2014   | 2024    |
| ------------------ | ---- | ------ | ------ | ------- |
| Număr de persoane: | 127  | 124    | 120    | 103     |
| Diferență:         |      | −2,36% | −3,22% | −14,16% |

| An:                | 2023 | 2024   |
| ------------------ | ---- | ------ |
| Număr de persoane: | 101  | 103    |
| Diferență:         |      | +1,98% |